# We Are Young
Singles par Fun
C'mon
(2010) Some Nights
(2011)
Singles par Janelle Monáe
Cold War (en)
(2010)
We Are Young (en français Nous sommes jeunes) est le premier single extrait de l'album Some Nights du groupe américain de musique Fun en duo avec la chanteuse Janelle Monáe.

## Réception
Le titre est certifié disque de platine aux États-Unis et a reçu le Grammy Award de la chanson de l'année en 2013.

## Dans la culture

### Télévision
- 8e épisode de la saison 3 de la série télévisée Glee (La jeunesse est un art),
- 8e épisode de la saison 5 de la série télévisée Chuck (Le secret de sarah),
- Season Finale de Gossip Girl (épisode 24 de la saison 5) pour la toute fin de l'épisode,
- dans l'épisode 7 de la saison 9 d'American Dad (Faking Bad) et aussi dans le Season Finale de 90210 Beverly Hills : Nouvelle Génération (épisode 24 de la Saison 4), également pour la toute fin de l'épisode.

### Cinéma
Sauf indication contraire ou complémentaire, les informations mentionnées dans cette section proviennent du générique de fin de l'œuvre audiovisuelle présentée ici.
- 2014 : Respire de Mélanie Laurent - bande originale
- 2018 : Larguées de Éloïse Lang - Bande originale
- 2019 : Good Boys de Gene Stupnitsky - Bande originale

## Liste des pistes
Toutes les chansons sont écrites et composées par Nate Ruess, Andrew Dost et Jack Antonoff.
| 1. | We Are Young | 4:10 |

| 1. | We Are Young | 4:10 |
| 2. | One Foot     | 3:32 |

## Crédits et personnels

### Enregistrement
- Enregistré à : Jungle City Studios (en) à New York, et Enormous Studios and the Village Recorder (en) à Los Angeles

### Personnel
- Jeff Bhasker – production, audio mixing, programmation des orgues, claviers, voix et fonds sonores, orchestrations
- Nate Ruess - chant
- Stuart White – ingénieur du son, assistant de mixage
- Andrew Dawson (en) – ingénieur du son
- Ken Lewis (en) – programmations additionnelles
- Rosie Danvers – orchestrations
- Wired Strings – orchestrations
- Sonny Pinnar – ingénieur du son
- TommyD (en) – producteur et orchestration

## Classements et certifications
| Classement (2011-2012)                          | Meilleure position |
| ----------------------------------------------- | ------------------ |
| Australie (ARIA)                                | 1                  |
| Autriche (Ö3 Austria Top 40)                    | 1                  |
| Belgique (Flandre Ultratop 50 Singles)          | 5                  |
| Belgique (Wallonie Ultratop 50 Singles)         | 2                  |
| Canada (Canadian Hot 100)                       | 1                  |
| Canada (Canadian Active Rock)                   | 39                 |
| Canada (Canadian Alternative Rock)              | 3                  |
| Croatie (Airplay Radio Chart)                   | 3                  |
| République tchèque (IFPI)                       | 2                  |
| Danemark (Tracklisten)                          | 3                  |
| Finlande (Suomen virallinen lista)              | 14                 |
| France (SNEP)                                   | 7                  |
| Allemagne (Media Control AG)                    | 4                  |
| Hongrie (Rádiós Top 40)                         | 9                  |
| Islande (Tónlist)                               | 1                  |
| Irlande (IRMA)                                  | 1                  |
| Israël (Media Forest)                           | 1                  |
| Italie (FIMI)                                   | 2                  |
| Japon (Japan Hot 100)                           | 8                  |
| Mexique Top 20 General (Monitor Latino)         | 11                 |
| Mexique Airplay Chart (Billboard International  | 1                  |
| Pays-Bas (Mega Single Top 100)                  | 10                 |
| Nouvelle-Zélande (RIANZ)                        | 2                  |
| Norvège (VG-lista)                              | 2                  |
| Pologne (ZPAV)                                  | 1                  |
| Écosse (OCC)                                    | 1                  |
| Slovaquie (IFPI Rádio)                          | 5                  |
| Espagne (PROMUSICAE)                            | 12                 |
| Suède (Sverigetopplistan)                       | 4                  |
| Suisse (Schweizer Hitparade)                    | 2                  |
| Royaume-Uni (UK Singles Chart)                  | 1                  |
| Royaume-Uni UK Official Streaming Chart Top 100 | 1                  |
| États-Unis Billboard Hot 100                    | 1                  |
| États-Unis Pop Songs (Billboard),               | 1                  |
| États-Unis Rock Songs (Billboard),              | 1                  |
| États-Unis Alternative Songs (Billboard),       | 1                  |
| États-Unis Adult Pop Songs (Billboard),         | 1                  |
| États-Unis Adult Contemporary (Billboard)       | 12                 |
| États-Unis Hot Dance Club Songs (Billboard)     | 21                 |
| Venezuela Pop Rock General (Record Report)      | 3                  |

| Classement (2012)               | Position |
| ------------------------------- | -------- |
| Canada (Canadian Hot 100)       | 3        |
| États-Unis (Billboard Hot 100)  | 3        |
| États-Unis (Pop Songs)          | 7        |
| États-Unis (Adult Contemporary) | 24       |
| États-Unis (Adult Pop Songs)    | 4        |
| États-Unis (Alternative Songs)  | 5        |
| États-Unis (Rock Songs)         | 8        |

| Pays             | Organisme    | Certifications | Ventes    |
| ---------------- | ------------ | -------------- | --------- |
| Allemagne        | BVMI         | Platine        | 300 000   |
| Australie        | ARIA         | 5 × Platine    | 350 000   |
| Autriche         | IFPI         | Platine        | 30 000    |
| Belgique         | BEA          | Or             | 15 000    |
| Canada           | Music Canada | 7 × Platine    | 560 000   |
| Danemark         | IFPI         | 2 × Platine    | 60 000    |
| France           | SNEP         | Or             | 150 000   |
| Italie           | FIMI         | 2 × Platine    | 60 000    |
| Mexique          | AMPROFON     | 5 × Platine    | 300 000   |
| Nouvelle-Zélande | RIANZ        | 2 × Platine    | 30 000    |
| Royaume-Uni      | BPI          | Platine        | 1 000 000 |
| Suisse           | IFPI         | 2 × Platine    | 60 000    |
| Suède            | GLF          | 4 × Platine    | 160 000   |
| États-Unis       | RIAA         | 6 × Platine,   | 6 724 000 |